# Maxime Yomi
Maxime Yomi Kemayou (Montfermeil, Francia, 14 de marzo de 2002), más conocido como Maxime Yomi, es un jugador de baloncesto francés que pertenece a la plantilla del Aix Maurienne Savoie Basket del Campeonato de Francia de Baloncesto Pro B. Con 2,06 metros de estatura, juega en la posición de pívot.

## Trayectoria deportiva
Es un pívot formado en el Levallois Metropolitans, con el que llegó a debutar con apenas 16 años en la temporada 2018-19 en el Espoirs Boulogne-Levallois, su equipo filial. 
En la temporada 2021-22, alternó el Espoirs Boulogne-Levallois con el primer equipo llegado a sumar minutos en LNB Pro A y Eurocup. Con el filial de Levallois Metropolitans, promedió 12.4 puntos y 12.6 rebotes, valorando 18.9 en algo más de 26 minutos.
El 28 de agosto de 2022, firma por el Club Bàsquet Menorca para disputar la Liga LEB Plata.
En la temporada 2022-23, Yomi promedió 2,9 puntos y 5,1 rebotes por partido para una media de 13,21 minutos jugados en los 31 partidos en los que participó y una valoración total de 157 (5,1 de media), aportando para el ascenso a Liga LEB Oro.
El 15 de agosto de 2023, renueva su contrato con el Club Bàsquet Menorca para disputar la Liga LEB Oro.
El 27 de febrero de 2024, se desvincula del Club Bàsquet Menorca y firma por el CB Benicarló de la Liga LEB Plata.
El 1 de agosto de 2024, firma por el Aix Maurienne Savoie Basket del Campeonato de Francia de Baloncesto Pro B.